# Janie Allan
Jane « Janie » Allan née le 28 mars 1868 à Glasgow et morte le 29 avril 1968 à Invergloy est une mécène et activiste écossaise du mouvement des suffragettes.

## Jeunesse et origines familiales
Janie Allan est née dans une famille bourgeoise de Glasgow, propriétaire de la compagnie de transport maritime Allan Line. Son grand-père, Alexander Allan, fonde la société en 1819 à Saltcoats. Dans les années 1840, il envoie Alexander Allan, le plus jeune de ses cinq fils et père de Janie Allan, diriger les affaires de la compagnie à Glasgow. 
Dès sa jeunesse et poussée par une sympathie familiale pour les idées socialistes, elle s'engage comme membre du Parti travailliste indépendant et fournit une assistance financière aux populations les plus pauvres de la ville. Elle publie également des articles relatifs au suffrage des femmes dans les colonnes du journal socialiste Forward.

## Le mouvement des suffragettes

### Le début des années 1900
En mai 1902, en tant que membre du comité exécutif de la National Society for Women's Suffrage (« Société nationale pour le droit de vote des femmes »), elle est chargée de la refonte de l’antenne locale de Glasgow qui devient à l'occasion la Glasgow and West of Scotland Association for Women's Suffrage («  ») (GWSAWS). En tant que soutien financier important et vice-présidente de la GWSAWS, elle intervient également au sein de la National Union of Women's Suffrage Societies (NUWSS) à partir de 1903 malgré les oppositions entre les deux associations concernant les modes de militantisme à adopter. 
En 1906, Janie Allan fait partie du public qui assiste à la tournée écossaise de la militante Teresa Billington-Greig, dont l'arrestation plus tôt dans l'année pour sa participation à une manifestation à Londres a eu un écho dans l'ensemble de la Grande-Bretagne et ce en dépit du refus de la GWSAWS de lui proposer une tribune compte tenu des dissensions internes au mouvement des suffragettes. En décembre de la même année, elle assiste à une conférence d'Helen Fraser qui expose les principes militants de la toute nouvelle Women's Social and Political Union (WSPU) (« Union sociale er politique des femmes »). En 1907, insatisfaite par les formes d'actions non-violentes de la GWSAWS qu'elle juge inefficaces, elle démissionne du comité exécutif et rejoint la WSPU, mais maintient tout de même son adhésion à la GWSAWS jusqu'en 1909. 
Dans les années qui suivent, Janie Allan verse au moins 350 £ à la WSPU, soit l'équivalent de 36 500 £ en 2020, compte-tenu de l'inflation, à quoi il faut également ajouter une contribution financière à la Women's Freedom League (WFL) (« Ligue féminine pour la liberté ») après leur séparation du WSPU. En plus de sa contribution financière, Janie Allan se distingue par un activisme militant particulièrement actif au sein des différentes instances dont elle est successivement membre.

### Emprisonnement et grève de la faim

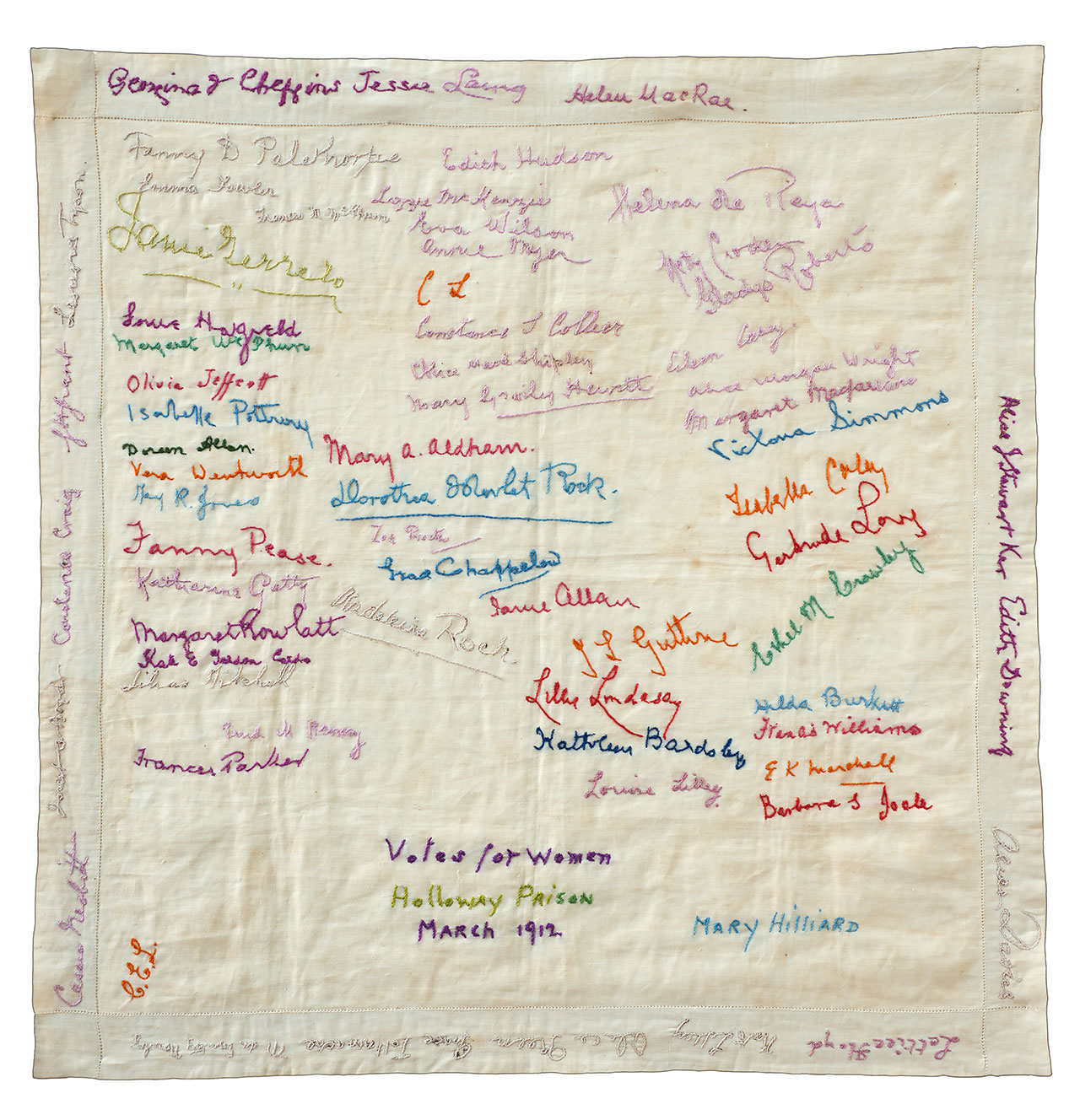
Le mouchoir des suffragettes sur lequel figure le nom des 66 femmes emprisonnées après les bris de vitrines de mars 1912 dont celui de Janie Allan.

Au début du mois de mars 1912, Janie Allan participe avec plus de cent autres militantes à une manifestation de bris de vitrines dans le centre de Londres. Au moyen de grosses pierres et de marteaux cachés sous leurs jupes, les suffragettes s'attaquent aux vitrines des magasins de Regent Street et de Oxford Street dans une action coordonnée. Le but de cette action vise à concentrer les efforts de la police sur les bris de vitrines, de façon que quatre autres militantes, dont Emmeline Pankhurst, puissent s'approcher suffisamment du 10 Downing Street pour pouvoir atteindre les fenêtres du bâtiments et y lancer des pierres. La méthode des bris de vitres et de machines est un mode de militantisme actif courant au XIXe siècle et début du XXe siècle, notamment dans les milieux socialistes et révolutionnaires. À la suite de cette action, Janie Allan est arrêtée, jugée et condamnée à quatre mois de prison dans la Prison de Holloway, notoirement connue comme la principale prison à accueillir des suffragettes.  
Son emprisonnement fait l'objet d'une large couverture médiatique et près de 10 500 personnes de Glasgow signent une pétition pour réclamer sa libération. L'une de ses camarades, Margaret McPhun, elle-même emprisonnée à la prison de Holloway pendant deux mois en 1912 après avoir brisé une fenêtre d'un bureau gouvernemental, compose à l'occasion un poème intitulé « To A Fellow Prisoner (Miss Janie Allan) » (« A une camarade emprisonnée (Madame Janie Allan) »), inclus dans l'anthologie Holloway Jingles publiée par la branche de Glasgow de la WSPU en 1912.  

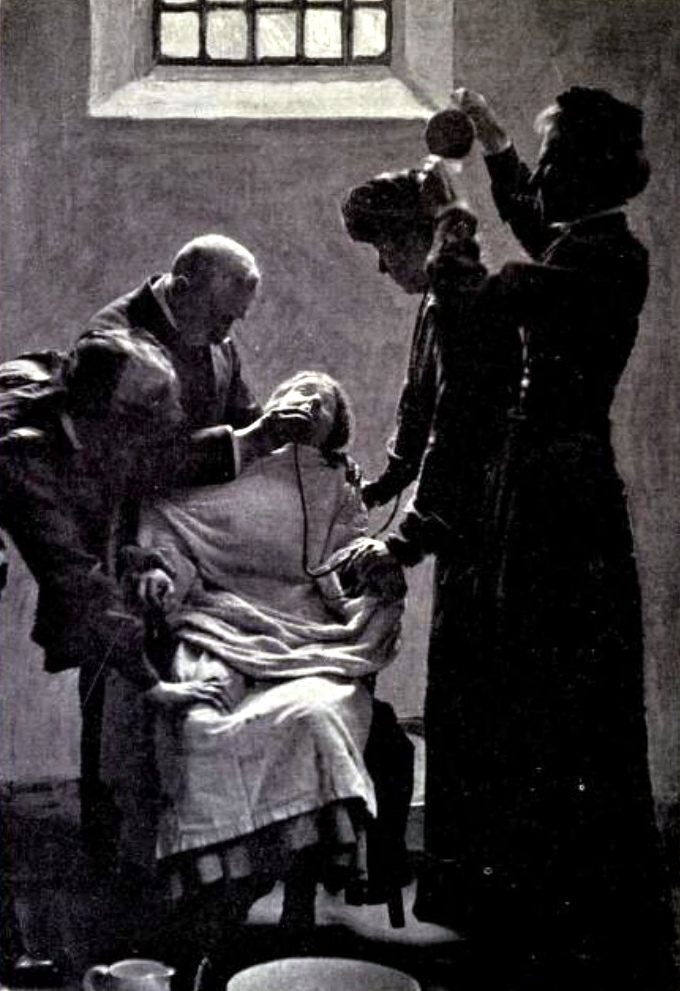
Exemple d'une alimentation forcée sur une suffragette en grève de la faim dans la prison de Holloway (v. 1911).

En prison, Janie Allan profite de sa situation sociale privilégiée pour améliorer le confort de ses codétenues en permettant la distribution de confiseries et de fruits aux autres suffragettes. Deux mois après le début de sa peine, elle barricade la porte de sa cellule qui n'est forcée que trois quarts d'heure plus tard. À la suite de cette action, elle commence une grève de la faim, une forme de protestation introduite dans le milieu des suffragettes en 1909 par Marion Dunlop. Cependant, compte-tenu du succès précèdent de Marion Dunlop, libérée pour des raisons de santé, le gouvernement britannique prône désormais une politique d'alimentation forcée des suffragettes. Janie Allan fut forcée de manger sous la contrainte pendant une semaine. L'alimentation forcée a par la suite était décrit comme un « horrible outrage » (« affront horrible ») par Emmeline Pankhurst, l'une de ses codétenues ; l'historienne spécialiste de l'histoire des femmes June Purvis la compare à une forme de viol. Plus tard, dans une lettre à une amie, Janie Allan déclare elle-même :
« I did not resist at all… yet the effect on my health was most disastrous. I am a very strong woman and absolutely sound in heart and lungs, but it was not till 5 months after, that I was able to take any exercise or begin to feel in my usual health again – the nerves of my heart were affected and I was fit for nothing in the way of exertion… There can be no doubt that it simply ruins the health ». (« Je n'ai pas résisté du tout… et pourtant l'effet sur ma santé a été des plus désastreux. Je suis une femme très forte et j'ai un cœur et des poumons absolument sains, mais ce n'est que cinq mois plus tard que j'ai pu refaire de l'exercice ou retrouver ma santé habituelle - les nerfs de mon cœur ont été affectés et je n'étais plus apte à faire le moindre effort… Il ne fait aucun doute que cela m'a détruit tout simplement la santé »).  

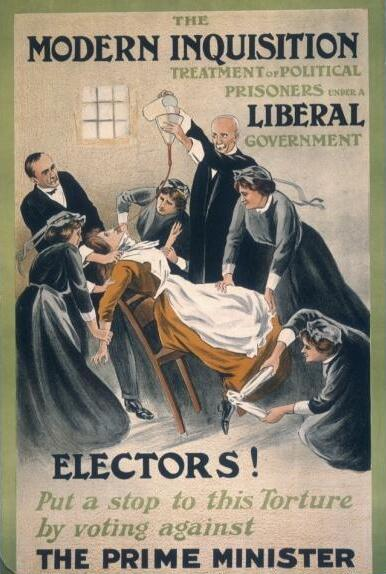
Affiche de suffragettes dénonçant les méthodes d'alimentation forcée utilisées par le gouvernement libéral.

Comme ses autres camarades suffragettes, elle reçoit à sa sortie la Hunger Strike Medal du fait de son emprisonnement et de sa grève de la faim. 
En février 1914, l'alimentation forcée est d'usage lors de l'arrestation de la suffragette Ethel Moorhead dans la prison de Perth. Janie Allan joue alors un rôle déterminant dans la campagne contre ce mode de fonctionnement. Elle rencontre à l'occasion le commissaire médical des prisons, le docteur James Devon, pour plaider contre l'utilisation de cette méthode qu'elle considère comme pouvant « nuire définitivement à la santé des femmes ». Face au refus de prendre en considération son jugement, elle écrit en juin de la même année une lettre à l'administration pénitentiaire de la prison de Perth où elle explique que l'incendie de l'église paroissiale de Whitekirk, près d'Édimbourg, fait suite à la poursuite du traitement réservé à Ethel Moorhead. Elle déclare également que si d'autres suffragettes détenues dans la prison de Perth, à l'instar d'Arabella Scott ainsi qu'une femme du nom de Frances Gordon étaient nourries de force, la visite royale en Écosse prévue la même année serait émaillée de manifestations « désastreuses ». Elle intervient de nouveau en juillet pour soutenir Frances Parker après son emprisonnement pour sa tentative d'incendie volontaire du Burns Cottage.

### Grèves de l'impôt
Janie Allan est poursuivie en justice en 1913. En plus de son action directe pour le mouvement des suffragettes, la cour lui reproche sa participation à la Women's Tax Resistance League, qui soutient que, puisque les femmes ne peuvent pas voter et ne sont donc pas représentées au parlement, elles ne doivent pas être non plus soumises à l'impôt. De fait, elle a refusé de payer sa participation au People's Budget de 1912. Lors de son procès le 1er mars 1913, Janie Allan se défend et a fait valoir que si les femmes n'étaient pas considérées comme des "personnes" en vertu de la loi sur le droit de vote de 1884, elles ne devraient pas non plus l'être vis-à-vis de la loi sur les finances.

### L'incident de St Andrews
Au début de l'année 1914, Janie Allan s'impose comme une des principales organisatrices de la Women's Social and Political Union dans l'ouest de l’Écosse. Le 9 mars 1914, elle est présente aux côtés d'Emmeline Pankhurst, la dirigeante nationale de la WSPU, qui doit prendre la parole lors d'une réunion publique dans le hall de l'université de St Andrews. Ethel Moorhead déclare à l'occasion que Janie Allan possède « une présence due à sa taille, sa beauté et sa tranquillité ».

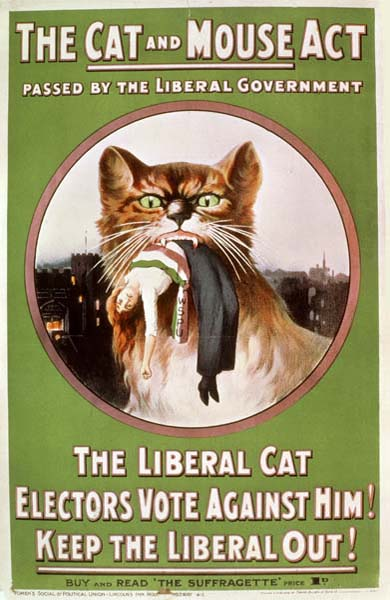
Affiche du WSPU dénonçant le Cat and Mouse Act, 1914.

L'événement a eu lieu alors qu'Emmeline Pankhurst vient d'être libérée de prison en vertu de la nouvelle loi dite Cat and Mouse Act, introduite par le gouvernement pour contrer les grèves de la faim des suffragettes. Conformément à cette loi, une fois que Pankhurst est rétablie, elle doit être réincarcérée. 
La police de Glasgow décide de profiter de l'occasion de l'allocution publique pour procéder à son arrestation. Les militantes de la WSPU ayant anticipé cette action renforcent la sécurité d'Emmeline Pankhurst, notamment en imposant un secret strict sur ses mouvements et en érigeant une barrière de fil barbelé dissimulée sur le devant de la scène. Peu après le début du discours de Pankhurst, environ 160 policiers prennent d'assaut la salle et commencent à se diriger vers la scène. Ils sont accueillis par un barrage de chaises et de pots de fleurs lancés, et bientôt des bagarres éclatent entre les policiers et les membres du public. Pendant l'agitation, l'une des femmes présentes sort un revolver et tire plusieurs cartouches à blanc vers le plafond. La police tente alors de l'appréhender, mais elle réussit à s'enfuir. Bien qu'elle n'ait pas été identifiée avec certitude à l'époque, beaucoup ont affirmé depuis que Janie Allan était la femme au revolver. Par la suite, elle tente — en vain — pendant six mois d'obtenir une enquête publique sur le comportement de la police ce jour-là.

## Vie après le militantisme
La WSPU suspend ses activités en 1914 lors du début de la Première Guerre mondiale pour participer à l'effort de guerre. Janie Allan finance alors massivement les docteures Flora Murray et Louisa Garrett Anderson qui créent le Women's Hospital Corps. 
En 1923, elle préside le Women's Watch Committee, qui continue de faire rapport sur l'attitude des autorités publiques à l'égard des femmes, elle s'implique également dans le Scottish Council for Women's Trades pendant 20 ans. 
Janie Allan meurt le 29 avril 1968 à son domicile d'Invergloy, près de Spean Bridge dans les Highlands écossais, un mois après son 100e anniversaire.